# مرجية قصبية
مَرْجِيَّة قَصَبِيَّة أو غَزّار أو قَصَب الرَّمْل (الاسم العلمي: Calamagrostis)، جنس نباتات عشبية من فصيلة النجيلية. يضم حوالي 260 نوع يوجد بشكل رئيسي في المناطق المعتدلة في العالم. نحو خطوط العرض الاستوائية، توجد أنواع الغزاز عمومًا في المرتفعات.